# Пули
Пули (на унгарски: Puli) е порода кучета, произхождаща от Унгария. Предците му са пренесени по тези места от маджарите през 9 век и са селектирани на изток от Урал. По характер са живи, темпераментни и интелигентни. Козината им е дълга и гъста, с характерни плитки, които се срещат и при комондора. Тя може да бъде бяла или черна.
Мъжките индивиди тежат между 13 и 15 кг и са високи между 39 и 45 см. Женският е 10 – 13 кг на 36 – 42 см. Имат квадратно тяло, кръгла глава, кафяви очи, висящи уши и завита на гърба опашка. В началото пулитата са използвани като овчарски кучета. Козината му е със специално покритие, непропускащо вода. По-късно започва да се използва и като ловно куче.